# Apodrepanulatrix lintneraria
Apodrepanulatrix lintneraria är en fjärilsart som beskrevs av Alpheus Spring Packard 1874. Apodrepanulatrix lintneraria ingår i släktet Apodrepanulatrix och familjen mätare. Inga underarter finns listade i Catalogue of Life.